# Владиловци
Владиловци (мкд. Владиловци) су насеље у Северној Македонији, у средишњем делу државе. Владиловци припадају општини Чашка.

## Географија
Владиловци су смештени у средишњем делу Северне Македоније. Од најближег већег града, Велеса, насеље је удаљено 30 km јужно.
Насеље Владиловци се налази у историјској области Азот. Насеље је смештено у долини притоке реке Бабуне. Југозападно од насеља издиже се планина Бабуна, а источно планина Клепа. Надморска висина насеља је приближно 450 метара.
Месна клима је континентална.

## Становништво
Владиловци су према последњем попису из 2002. године имали 77 становника.
Према истом попису претежно становништво у насељу су етнички Македонци (100%).
Већинска вероисповест је православље.